# Vértice geodésico Rivilla
El Vértice geodésico Rivilla se trata de un punto geográfico situado a la altura de la unión de las provincias de Segovia, Soria y Guadalajara.
Se construyó el 1 de noviembre de 1982.Su pilar central mide 1,20 m de alto y 0,30 cm de diámetro, mientras que su último cuerpo mide 1,20 m de alto y 1,00 m de ancho, teniendo un total de cuerpos de uno.

## Coordenadas UTM.Huso 30
- X-482749,610 m

- Y-4572748,150 m

- Factor Escala-0,99960

## Acceso
Por la carretera de Ayllón a Atienza se llega al límite de las dos provincias de Segovia y Guadalajara y una vez allí se tiene que continuar andando a pie durante más o menos 20 minutos.

## Localización
Este vértice está situado en lo más alto de la elevación con dicho nombre.